# Augustin, roi du kung-fu
Augustin, roi du kung-fu è un film del 1999 diretto da Anne Fontaine.